# Tadeusz Wójciak
Tadeusz Wójciak (ur. 1946 w Tomaszowie Mazowieckim) – polski dziennikarz i amerykański pedagog, wieloletni korespondent dziennika „Rzeczpospolita” w Stanach Zjednoczonych i Kanadzie, nauczyciel języków obcych w publicznym systemie szkolnym miasta Buffalo.

## Życiorys
Ukończył II Liceum Ogólnokształcące im. Stefana Żeromskiego w Tomaszowie Mazowieckim (1964), a następnie filologię polską na Uniwersytecie Warszawskim (1969) oraz Studium Dziennikarskie UW (1971).
W latach 1971–1983 pracował jako redaktor i reporter w redakcjach „Gromada–Rolnik Polski”, „Tygodnik Demokratyczny” oraz „Panorama Polska”, gdzie kierował działem polonijnym. Publikował również w tygodnikach „Polityka”, „Kultura”, „Kulisy”, „Dziennik Ludowy”, „Kurier Polski”, „Almanach Polonii” oraz w materiałach Wydawnictwa Interpress.
Po emigracji do USA przez 40 lat pracował jako nauczyciel języka polskiego, rosyjskiego oraz angielskiego jako drugiego języka (ESL) w szkołach publicznych Buffalo. Ukończył studia anglistyczne w State University of New York w Fredonii oraz język rosyjski w Bryn Mawr College jako stypendysta Fundacji Forda.
Od 1992 do 2005 był stałym korespondentem dziennika „Rzeczpospolita”, publikując ok. 1350 tekstów. Relacjonował m.in. przygotowania do Igrzysk Olimpijskich w Atlancie (1996), zamach na World Trade Center (2001), Światowe Dni Młodzieży w Toronto (2002) oraz wydarzenia z życia Polonii w USA i Kanadzie.
W 2012 przeszedł na emeryturę. W 2023 powrócił do Polski i zamieszkał w jednej z wiosek pod Tomaszowem Mazowieckim.

## Działalność społeczna i zawodowa
Był członkiem Stowarzyszenia Dziennikarzy Polskich (1971–1981) oraz organizacji zawodowych nauczycieli w USA: Buffalo Teachers Federation, New York State Teachers Association i National Education Association (od 1985).

## Nagrody
- I nagroda za reportaż „Twarz” w konkursie miesięcznika „Odra” (1981, opublikowany w 1994),
- I nagroda Klubu Dziennikarzy Turystycznych SDP (1976),
- I nagroda w konkursie „Expressu Ilustrowanego” za tekst „Wiatr w żagle Łodzi” (1978),
- III nagroda w konkursie im. Wincentego Rzymowskiego (1977),
- III nagroda Klubu Zagadnień Polonijnych SDP (1980).

## Wybrane publikacje
- Wzdłuż Wołgi i Donu. Przewodnik turystyczny. Krajowa Agencja Wydawnicza:  Warszawa, 1980.
- Szóste koło. Od Aten do Atlanty. (Współautor). Wydawnictwo Presspublica: Warszawa, 1996.
- Podzwonne dla strzechy. „Kultura”, Nr 16/1975.
- Miłość na Bukowinie. „Kultura”, Nr 24/1975.
- Noc na Poznańskiej. „Kultura”, Nr 34/1975.
- Z życia na raty. „Kultura”, Nr 21/977.
- Przyjaciel pod drewnianym młotkiem. „Tygodnik Demokratyczny”, Nr 39/1974.
- Konstantynów, dwa lata potem. „Tygodnik Demokratyczny”, Nr 45/1974.
- Gasnący półksiężyc. Polscy Tatarzy. „Tygodnik Demokratyczny”, Nr 40/1975.
- Pół wieku za kółkiem. Cykl 5 reportaży o pierwszych warszawskich taksówkarzach. „Tygodnik Demokratyczny”, Nr 5-9/1976.
- Galeria Koński Jar. Początki Ursynowa. „Tygodnik Demokratyczny”, Nr 12/1977.
- Wiatr w żagle Łodzi. I nagroda w konkursie. „Tygodnik Demokratyczny”, Nr 49/1977.
- Polowanie na wraki. „Polityka”, Nr 10/1975.
- Samotność na hektarach. „Polityka”, Nr 18/1976.
- Zdrowie bez inwestycji. „Polityka”, Nr 35/1976.
- Związki. „Polityka”, Nr 48/1976.
- Obywatel Jawny Detektyw. „Polityka”, Nr 16/1977.
- Nie będzie nas, będzie las. „Polityka” Nr 36/1977.
- Może w maju, może w grudniu. „Polityka”, Nr 6/1977.
- Efekt specjalny. Wojna o aborcję w Buffalo. Korespondencja z USA. „Polityka”, Nr. 27/1992.
- Tylko dla sępów, czyli cenzura w Kanadzie. Pokłosie morderstw stulecia dokonanych przez parę Bernardo-Homolka. Korespondencja z USA. „Polityka”, Nr. 10/1994.
- Rap, czyli śmierć. Korespondencja z USA. „Polityka”, Nr 30/1994.
- Swojskie dramaty. Terroryzm domowy. Korespondencja z USA. „Polityka”, Nr 30/2005.
- Wojna z wojną. Ameryka protestuje. Korespondencja z USA. „Polityka”, Nr. 40/2005.
- Twarz. Reportaż konkursowy, zdjęty przez cenzurę w miesięczniku „Odra”. „Rzeczpospolita. Plus Minus”, Nr 287/1994.
- AIDS w USA. Raport z pola bitwy. Pierwsze w polskiej prasie kompleksowe ujęcie problemu epidemii. „Rzeczpospolita. Plus Minus”, Nr 293/1994.
- Na przekór światu. Amerykańscy Amisze. „Rzeczpospolita. Plus Minus”, Nr 3/1994.
- Powrót do Wietnamu. W USA, w dwadzieścia lat później. „Rzeczpospolita. Plus Minus”, Nr 17/1995.
- Życie bez wroga. Amerykanie patrzą na Rosjan. „Rzeczpospolita. Plus Minus”, Nr 43/1995.
- Władza wyżu. Pokolenie Piotrusiów Panów przekracza Rubikon. „Rzeczpospolita. Plus Minus”, Nr 13/1996.
- Bohater w Ogrodzie Dobra i Zła. Reportaż z Savannah, Georgia o poszukiwaniu grobu gen. Kazimierza Pułaskiego. „Rzeczpospolita. Plus Minus”, Nr. 302/1998.
- Świat cały w Toronto. Korespondencja z Kanady. „Poznaj Świat”, Nr. 6/1999.
- Polskie Drogi. Wólka zza Oceanu. Korespondencja z Kanady. „National Geographic”, Nr 7/2002.